# Штурбабин, Олег Валерьевич
Олег Валерьевич Штурбабин (укр. Олег Валерійович Штурбабін; род. 22 июля 1984, Баку) — украинский фехтовальщик; Заслуженный мастер спорта Украины.

## Биография
Родился 22 июля 1984 года в Баку, Азербайджанская ССР, в семье спортсменов-фехтовальщиков — Валерия и Ольги Штурбабиных.
Фехтованием занялся под руководством родителей в шесть лет. Затем продолжил тренировки только с отцом.
В сборной команде Украины тренировался у Гарника Давидяна и Вадима Гутцайта. Был неоднократным победителем и призёром первенств Украины, участвовал в Олимпийских играх 2004 года. Призёр чемпионатов мира и Европы.
Окончил в 2007 году Хмельницкий национальный университет по специальности «Экономическая кибернетика», затем — Львовский государственный университет физической культуры, отделение профессионального и олимпийского спорта.
Начал карьеру тренера, воспитал Комащук Алину — призёрку чемпионатов Европы, мира и Олимпийских и Игр, вместе с которой в 2016 году получил стипендию Президента Украины.